# Brunsmark
Brunsmark ist eine Gemeinde im Kreis Herzogtum Lauenburg in Schleswig-Holstein.

## Geschichte
Das Dorf wurde im Ratzeburger Zehntregister von 1230 zum ersten Mal urkundlich erwähnt. Von 1948 bis 1970 gehörte die Gemeinde zum Amt Gudow, das 1971 mit dem Amt Sterley zum Amt Gudow-Sterley zusammengefasst wurde und sich mit Ablauf des 31. Dezember 2006 aufgelöst hat. Seitdem wird die Gemeinde durch das Amt Lauenburgische Seen verwaltet.

## Politik

### Gemeindevertretung
Bei der Kommunalwahl 2023 errang die Allgemeine Brunsmarker freie Wählergemeinschaft erneut alle sieben Sitze in der Gemeindevertretung. Die Wahlbeteiligung betrug 67,6 Prozent.

### Bürgermeister
Seit 2008 war Iain Macnab (parteilos) ehrenamtlicher Bürgermeister von Brunsmark. Da nur EU-Staatsbürger ein solches Amt ausüben dürfen und er ausschließlich die britische Staatsbürgerschaft besitzt, verlor er wegen des Brexits um Mitternacht am 31. Januar 2020 automatisch sein Bürgermeisteramt. Sein Nachfolger wurde am 12. März 2020 Holger Heitmann (parteilos).

### Wappen
Blasonierung: „Von Gold und Grün im abgerundeten Schrägstufenschnitt schräglinks geteilt. Oben drei grüne Tannen, von rechts nach links kleiner werdend, unten ein natürlich tingierter linksgewendeter Kiebitz.“

## Kultur und Freizeit
- Chor „Brunsmarker Heidelerchen“